# 姚迪
姚迪（1992年8月15日—），天津塘沽人，中國女子排球運動員，亦為中國國家女子排球隊成員，身高182公分，體重75公斤，司職二傳位置。現時效力於天津渤海銀行女排並擔任隊長，同時也效力於意甲球隊斯坎迪奇女排。

## 個人經歷
姚迪9歲開始接觸排球。當時身高164cm，因為個子高，在天津市塘沽區新港二號路小學課間操時被教練選中，開始業餘訓練，練習基本功，從此與排球結緣，亦為日後的發展奠定基礎。
2004年，小學畢業後，進入天津市體校，當時身高168cm。
2005年，進體校打了一年主攻後，卻因為身高的問題，被改成二傳。2006年，體校比賽，需要組織陣容，從此姚迪確定自己的位置。
2007年，進了二隊，因系統化練習，進步速度很快。在進二隊第一個月裡，姚迪因為不想練，每一天都哭，父母和體校的教練又勸又哄的說：「你再堅持一個星期不想練就不練了......」結果過了一個月就習慣了。
2008年，收到國家少年隊的通知，第一次入選國字號球隊。姚迪入選國少對自己的要求大大提高：代表國家出賽，要擔當起責任；要更努力練習，超過隊內其他的二傳，打上主力位置。
2009年，姚迪身披5號球衣，以隊長、主力二傳身份，代表國家少年隊出戰世界少年女子排球錦標賽。
2011年，因天津兩二傳國手魏秋月和米楊被徵調至國家隊，小將姚迪肩負重任，以主力二傳身份隨天津女排出征亞洲女排俱樂部錦標賽，這也是姚迪第一次代表天津女排打的比賽。加練單人傳球技術、增加全隊磨合機會，教練王寶泉指導通過各種方式促進姚迪的能力提升。這位90後小姑娘也沒有辜負教練的期望，技術與心理兩方面都成長不少。 “通過這段時間的訓練，我感覺自己與隊友的默契程度越來越好，與副攻配合的節奏也能合拍，給主攻傳球的穩定性也增強了。技術有提高，自信心也提升了一大塊。隊友們也不斷地鼓勵我，幫助我成長。”姚迪充滿信心地說。雖然天津隊最終以0-3不敵由國家隊原班人馬組建的泰國Chang隊屈居亞軍，但在姚迪的出色的調配下，協助隊友殷娜摘得最佳扣球獎，而姚迪則榮膺最佳二傳。
同年，姚迪身披6號球衣，以主力二傳身份，代表國家青年隊出戰世界青年女子排球錦標賽，在銅牌爭奪戰中以3:1協助球隊戰勝美國隊，奪得一枚寶貴的銅牌，而姚迪個人收獲得最佳二傳的獎項，以近乎完美的成績，結束國青生涯。而對上一個在世青賽獲得最佳二傳的中國選手，是2005年的魏秋月。
2012年，姚迪再次扛起重擔，代表天津女排出戰亞俱杯。在比賽前她表示：「其實我最早是打主攻的，後來改打二傳後便喜歡上了這個位置，我非常想在二傳位置上有所作為。上屆亞俱杯我得了最佳二傳獎，這次不僅希望個人可以蟬聯這一榮譽，更希望天津女排能最終站在最高的領獎台上。」在決賽中，天津隊與日本東麗箭隊狹路相逢。即便東麗箭隊也缺少了木村沙織、荒木繪里香、中道瞳和迫田沙織四名國手，但兩隊在決賽中仍上演了驚心動魄的五局大戰，最終天津隊以3比2艱難取勝，奪得冠軍，姚迪蟬聯最佳二傳獎。
2013年4月29日，姚迪入選中國女排集訓名單。從國少、國青，到國家隊，實現了一步一腳印。作為球隊中的核心—二傳手，姚迪今後的發展，令人十分期待。

## 主要榮譽

### 俱樂部
- 2010-2011年賽季

世界青年女子排球錦標賽 季軍
中国女子排球联赛 冠軍
亞洲女排俱樂部錦標賽 亞軍
- 2011-2012年賽季

中国女子排球联赛 季軍
全國女排錦標賽 亞軍
亞洲女排俱樂部錦標賽 冠軍
- 2012-2013年賽季

中国女子排球联赛 冠軍
- 2015-2016赛季中国女子排球联赛： - 金牌（天津渤海銀行女排）

- 2016-2017赛季中国女子排球联赛： - 铜牌（天津渤海銀行女排）

- 2017-2018赛季中国女子排球超級联赛： - 金牌（天津渤海銀行女排）

- 2018-2019賽季中国女子排球超级联赛： - 銀牌（天津渤海银行女排）

- 2019-2020賽季中国女子排球超级联赛： - 金牌（天津渤海银行女排）

- 2020-2021賽季中国女子排球超级联赛： - 金牌（天津渤海银行女排）

- 2021年第十四屆 中華人民共和國全國運動會： - 金牌（天津渤海银行女排）

- 2021-2022賽季中国女子排球超级联赛： - 金牌（天津渤海银行女排）

- 2022-23賽季女排歐聯盃： - 金牌（斯坎迪奇女排俱樂部）

### 個人榮譽
- 2011年

世界青年女子排球錦標賽 最佳二傳
亞洲女排俱樂部錦標賽 最佳二傳
- 2012年

亞洲女排俱樂部錦標賽 最佳二傳
- 2015-16賽季中國女子排球聯賽 最佳二傳

- 2017年

亞洲女排俱樂部錦標賽 最佳二傳
- 2017-18賽季中國女子排球超級聯賽 最佳二傳

- 2019-20賽季中國女子排球超級聯賽 最佳二傳

- 2021-22賽季中國女子排球超級聯賽 最佳二傳

### 國家隊
- 2017瑞士女排精英赛（英语：2017 Montreux Volley Masters）： - 銅牌
- 2017年女排大冠軍盃： - 金牌
- 2018年女排國家聯賽： - 銅牌
- 2018年亞洲運動會排球比賽： - 金牌
- 2018年世界女排锦标赛:   - 銅牌
- 2019年女排世界杯： - 金牌

## 外部連結
- 姚迪的新浪微博
- 2011年世界青年女子排球錦標賽官方網站 排球 - 姚迪 簡歷（页面存档备份，存于）
- 新民網天津女排队员 排球 - 16號姚迪 簡歷[永久]